# Hakushaku to Yōsei
Hakushaku to Yōsei (jap. 伯爵と妖精) ist eine Light-Novel-Reihe und der Autorin Mizue Tani und der Illustratorin Asako Takaboshi, die seit 2004 in Japan erscheint. Sie wurde als Manga, Anime und Hörspiel adaptiert, der Manga erscheint in Deutschland unter dem Titel Earl & Fairy bei Tokyopop.

## Inhalt
Die 17-jährige Lydia Carlton lebt auf dem Land im viktorianischen England des 19. Jahrhunderts und ist Tochter eines Naturkunde-Professors in London. Sie hat die Fähigkeit mit Feen zu sprechen und kümmert sich daher als „Fairy Doctor“ um diese Wesen. Als sie eines Tages zu ihrem Vater nach London reisen will, wird sie entführt, aber schließlich von Edgar J.C Ashenbert gerettet. Dieser ist der Nachfahre des legendären blauen Ritters und kämpft um dessen Erbe. Um ihm mit ihren Fähigkeiten dabei zu helfen, begleitet Lydia ihn von nun an.

## Veröffentlichungen

### Light Novel
Die Light-Novel-Reihe erscheint seit März 2004 im Magazin Cobalt in Japan. Der Verlag Shūeisha veröffentlichte die Kapitel auch gesammelt in bisher 29 Bänden. Ching Win Publishing lizenzierte diese für eine Veröffentlichung in Taiwan.

### Hörspiele
In Japan erschienen bei Shūeisha zwei Hörspiele zur Light Novel, 2007 und 2008, auf CD.

### Manga
Eine von Ayuko gestaltete Manga-Adaption der Reihe erscheint seit September 2008 im Magazin The Margaret von Shūeisha. Die Einzelkapitel erschienen auch in bisher vier Sammelbänden.
Bei Tokyopop erscheint seit September 2012 eine deutsche Übersetzung unter dem Titel Earl & Fairy. Für eine englische Fassung lizenzierte Viz Media die Serie, Ching Win Publishing für eine chinesische.

### Anime-Fernsehserie
Das Studio Artland produzierte 2008 eine zwölfteilige Anime-Fernsehserie auf Grundlage der Light Novel. Regie führte Koichiro Sōtome und das Drehbuch schrieb Noriko Nagao. Maki Fujii entwarf das Charakterdesign und die künstlerische Leitung oblag Mitsuharu Miyamae und Yoichi Yajima. Die Serie wurde vom 28. September bis zum 23. Dezember 2008 in Japan ausgestrahlt, zunächst von AT-X und mit etwa einer Woche Verzögerung auch von den Sendern Chiba TV, KBS Kyoto, Sun TV, TV Aichi, TV Kanagawa und TV Saitama.

#### Synchronsprecher
| Rolle                 | Japanische Stimme |
| --------------------- | ----------------- |
| Edgar J. C. Ashenbert | Hikaru Midorikawa |
| Lydia Carlton         | Nana Mizuki       |
| Tomkins               | Chafurin          |
| Nico                  | Hiro Yūki         |
| Paul Ferman           | Hiroshi Kamiya    |

#### Musik
Die Musik der Serie komponierte Takehiko Gokita. Das Vorspannlied Feeling stammt von AciD FLavoR, für den Abspann verwendete man den Titel my fairy von Hikaru Midorikawa.